# Самчиківський розпис
Самчиківський розпис або самчиківка — вид українського декоративно-ужиткового мистецтва. Переважно сюжетний, виконується великим зубчастим малюнком, схожим на гобеленовий.

## Історія
Саме у південно-східній Волині, на межі з Поділлям, здавна хати були розмальовані рослинними візерунками, які вважались оберегами. Малюнки на стінах були візитівкою кожної гарної господині, уважно придивлялись до них парубки, якщо в хаті підростала не засватана ще дівчина.
Особливо славились своїми розписами хати в селі Самчики Старокостянтинівського району Хмельницької області, де цей розпис можна було побачити на власні очі ще у п'ятдесятих роках минулого століття. Із часом традиція розпису майже зникла. У 60-их роках XX сторіччя самчиківський розпис почав відроджуватися зусиллями українського етнографа Олександра Пажимського та його соратників на базі традиційного народного декоративно-ужиткового мистецтва.

## Сучасність
У кінці 2016 року мистецька ініціатива UAMAZE дізналася про існування Самчиківського розпису та про те, що в Україні залишилося лише 4 Майстри.  
Команда організації UAMAZE прагнула відродити зникаюче мистецтво, тому стала активно займатися його розвитком і популяризацією, а саме:
- створили в Києві майстер-класи та курси із Самчиківського розпису під керівництвом одного з провідних майстрів - Віктора Раковського, а згодом - і його послідовників;   
- організували арт-тури до села Самчики, щоб зацікавити розписом більшу аудиторію;   
- почали виготовляти сувенірну продукцію;  
- створили сторінку Самчиківка на Фейсбуці; 
- у 2018 році виграли державний грант в Українського культурного фонду (УКФ) та зробили спільний проєкт  "Нове Життя Самчиківського розпису".  
У рамках проєкту “Нове Життя Самчиківського розпису” було розписано 10 будинків, паркани, школу, сільраду, автобусні зупинки села Самчики.   
У Києві був оздоблений Самчиківським розписом фасад державної театральної студії (за адресою Велика Васильківська 76б).   
Також мистецькою ініціативою UAMAZE було видано тематичні навчальні посібники та новорічні календарі, плакати, листівки, сувенірні тарілі, які поширювались художніми інституціями нашої країни. 
Завдяки висвітленню проєкту в ЗМІ, вдалося привернути увагу до Самчиківського  розпису як широко загалу, так і Міністерства культури. 
Проєкт "Нове Життя Самчиківського розпису", над яким працювали УКФ та UAmaze, став фіналістом конкурсу Глобального Договору ООН "Партнерство задля сталого розвитку" у 2019 в категорії “Економічний розвиток”, бо він дійсно змінив економічну складову села Самчики за рахунок збільшення кількості туристів. 
Після завершення проєкту "Нове життя Самчиківського розпису" мистецька ініціатива UAMAZE продовжила працювати у напрямку розвитку Самчиківки. 
Організацією UAMAZE було реалізовано чимало соціальних проєктів::
- розпис будинку для одиноких людей (с. Грузьке, Макарівський район, Київська обл.) 
- розпис дитячого клубу "Соняшник", що на Подолі в Києві,   
- розпис дитячого відділення столичного онкологічного центру,  
- розпис школи-інтернату № 11 міста Києва для дітей з особливостями зору (спільно з агенцією Bee Bee Event Agency),  
- розпис фасаду Сарської школи, що в Гадячі (спільно з “УкрЛендФармінг”), 
- арт-терапевтичні заняття для людей з ментальною інвалідністю по опануванню Самчиківського розпису. 
Завдяки діяльності мистецької ініціативи UAMAZE Самчиківський розпис справді відроджується. Згідно даних від UAMAZE з'явилося більше послідовників Самчиківського розпису. Станом на 10 лютого 2020 року майстер-класи, курси та арт-тури від UAMAZE відвідали більше, ніж 250 осіб. Учні курсів UAMAZE активно проводять вже власні заняття у різних містах, беруть участь у виставках. 
Наказом Міністерства культури України від 4 липня 2019 року №510 Самчиківський розпис включено до Національного переліку елементів нематеріальної культурної спадщини України.
31 серпня 2019 р. В "Дні України в Нідерландах", в парку Het Nationale De Hoge Veluwe, на запрошення Посольства України в Нідерландах відбулася виставка робіт Вікторії Радочиної, із Самчиківським розписом. Завдяки запрошенню посольства України, була можливість познайомити українців та голландців з цім яскравим українським розписом. Також Вікторія Радочина проводила майстер клас з Самчиківського розпису. Роботи Вікторії Радочини зараз демонструються в посольстві в Гаазі.
Наприкінці 2020 року представником «Книги рекордів України» зареєстрований новий Національний рекорд України у категорії найдовший Самчиківський розпис. Починаючи з 12 вересня, впродовж 10 днів ентузіасти розмалювали 57 секцій залізобетонного паркану довжиною 86 метрів за мотивами Самчиківського розпису. Новий артоб'єкт знаходиться у Дарницькому районі Києва біля спеціалізованої загальноосвітньої  школи № 105 на вулиці Сімферопольській, 10.
У 2021 році Вікторія Радочина - народний майстер Самчиківського розпису, член національної спілки майстрів декоративного мистецтва України, створює власний онлайн курс з вивчення Самчиківського розпису, на якому можуть навчатися люди з усього світу, тому що курс створений із англійськими субтитрами. 
Вікторія має власний сайт з розвитку Самчиківського розпису www.samchykivka.art

## Майстри
Раковський Віктор Геннадійович, (нар. 1961 в Самчиках, учень Олександра Пажимського, автор 985 тарілок) та їхні учні:
- Вікторія Радочина (народний майстер Самчиківського розпису, член національної спілки майстрів декоративного мистецтва України, автор онлайн курсу з Самчиківського розпису)
- Власенко-Бернацька Яна Юріївна (учениця Віктор Раковського, автор рекорду Реєстрів України - найдовшого паркану, розписаного за мотивами самчиківського розпису, 86 метрів, м. Київ, між лікарнею залізничників і школою 105, алея самчиківського розпису)
- Ольга Полупан
- Луценко Наталія Іванівна
- Касьянов Сергій Олександрович (1970 р.н. с. Самчики)
- Анна Михальчук (Хобарт, Тасманія) Anna Mykhalchuk - Ukrainian-Australian artist, author-illustrator, muralist. Anna is working in the Ukrainian traditional folk art style called Samchykivka, which she studied in Ukraine in 2021. Anna’s Samchykivka pieces interweave Ukrainian and Australian cultural motifs, always from personal perspective, capturing the essence of both her homeland and her new home in Tasmania.
- Кілессо Анастасія
- Пан Ангеліна
- Кабанець Ольга
- Васкевич  Ольга Євгенівна (Колле)(нар. 01 липня 1979 року, учениця Віктора Раковського, мастер народного мистецтва України)
- В'яз Наталія (мешкає в Австралії)